# Бабіна Наталя Василівна
Ната́лія Васи́лівна Ба́біна, до шлюбу Динько (15 травня 1966, Заказанка) — українська та білоруська письменниця, журналістка та перекладачка.

## Біографія
Народилася 1966 року в українському селі Заказанка Берестейської області Білорусі. Брат Андрей (Андрій) —білоруський журналіст. Родина мешкала на стику державних кордонів — Білорусі, Польщі та України. Бабіна каже, що народилася на межі цивілізацій — старої і нової, ще встигла застати архаїчний сільський лад.
Закінчила два класи в школі села Прилуки (Берестейський район), потім вчилася в школі № 13 м. Берестя. Після школи за порадою батьків стала вчитися на інженерку в Мінському політехнічному інституті. Після закінчення працювала інженеркою на заводі «Цветотрон» (Берестя), на заводі імені Леніна (Мінськ).
Згодом працювала в поліщуцькій газеті «Збудінне», потім інженерно-технічною працівницею у державній газеті «Звязда». З 1994 року постійно співпрацює з білоруською незалежною газетою «Наша Ніва», з 2007 — штатна журналістка газети.
Художні твори почали друкувати з 1994 року. Пише прозу та публіцистику білоруською й українською мовами. Друкувалася у білоруських журналах «ARCHE», «Дзеяслоў», газетах «Звязда», «Наша Ніва»; в українських журналах «Сучасність», «Кур'єр Кривбасу», «Над Бугом і Нарвою», газеті «Поступ». Твори було перекладено польською, чеською, українською мовами.
Твори Бабіної виділяються твердою білоруською національною позицією. Одночасно в пресі та інтернеті вона наполегливо і послідовно відстоює погляди про українськість Берестейщини.
В квітні 2014 року стала головою створеного з її ініціативи Товариства української літератури при Спілці білоруських письменників, головною метою діяльності якого є сприяння українсько-білоруським літературним зв'язкам. Товариство видає білорусько-український альманах «Справа».
Одружена, мати трьох дітей.

## Творчість
- Роман «Крыві не павінна быць відна» / Крові не повинно бути видно (2007)
- Роман «Рыбін горад» / Рибгород (2007)
- Роман «Бодай Будка» (2019)

## Переклади
- Даневська Ірина «Богуслав Радзівіл: Німецький Принц з Королівства Литовського», переклад з української на білоруську (2018).
- Даневська Ірина «Богуслав Радзівіл: Генерал Короля», переклад з української на білоруську (2020)[5].

## Нагороди
- Відзнака Президента України — ювілейна медаль «25 років незалежності України» (22 серпня 2016) — за вагомий особистий внесок у зміцнення міжнародного авторитету Української держави, популяризацію її історичної спадщини і сучасних надбань та з нагоди 25-ї річниці незалежності України[6]

## Українські переклади
- «Рибгород [Архівовано 4 березня 2016 у Wayback Machine.]», пер. Божени Антоняк, Львів: Урбіно, 2013.
- «Тут була Україна» («Над Бугом і Нарвою», № 5, 2005)
- «Три колони»[недоступне посилання] («Альманах. Третій міжнародний літературний фестиваль», 2008, стор. 12), переклав Анатолій Івченко
- оповідання «Три колони», «Тетяна Янівна та її агава», «Боснія і Герцоговина, або Європа великих фараонів», «Скельця, скельця…», «Бал у Бересті», «Дамочки середнього віку» («Кур'єр Кривбасу», № 240-241, 2009), переклав Анатолій Івченко

## Інтерв'ю
- Наталка Бабіна: «Я почала писати саме тому, що в мене троє дітей»)[недоступне посилання] («Львівська пошта», 20 вересня 2008)
- «Рідні корені натхнення» [Архівовано 17 січня 2020 у Wayback Machine.] Інтерв'ю Анатолія Івченка з Наталкою Бабіною («PostПоступ»)
- Наталка Бабіна: «Коли я зрозуміла, що я українка, все стало на своє місце» [Архівовано 11 січня 2017 у Wayback Machine.]